# Čen Bingde
Čen Bingde (poenostavljena kitajščina: 陈炳德; tradicionalna kitajščina: 陳炳德; pinjin: Chén Bǐngdé), kitajski general, * julij 1941, Nantong, Džjangsu, Kitajska.
Čen Bingde je trenutno načelnik Generalštaba Ljudske osvobodilne vojske. 
Bil je tudi član 15., 16. in 17. centralnega komiteja Komunistične partije Kitajske.